# The Sins of Rosanne
The sins of Rosanne es una película muda de drama estadounidense de 1920 protagonizada por Ethel Clayton y dirigido por el director/actor Tom Forman. El estudio Famous Players-Lasky produjo la película con la distribución de Paramount Pictures.
La película se preserva en la Biblioteca de Congreso, pero está incompleta, pues faltan los carretes 1 y 3 (de un total de 5).

## Trama
Como se describe en una revista de cine, cuando los médicos se desesperan por la vida de la pequeña Rosanne Ozanne, hija pequeña de la viuda de Kimberly, la Sra. Ozanne (Van Buren), Rachel Bangat (La Rue), una sirvienta malaya a la que se atribuyen poderes místicos, se ofrece a salvar la vida del niño con la condición de que se lo vendan durante dos años por un farthing. La madre distraída, que vive en el país minero de Kimberly en Sudáfrica, está de acuerdo. Al final de los dos años, se le devuelve a la niña la información de que el sirviente malayo le ha dado dos regalos, uno la pasión por las piedras brillantes, especialmente los diamantes, y el otro el arte de odiar intensamente. Rosanne (Clayton), que ha crecido hasta convertirse en una mujer joven, sin entender por qué lo hace, cambia su integridad por diamantes y se convierte en la herramienta de los contrabandistas y del sinvergüenza comerciante de diamantes Syke Ravenal (Malatesta), que también está locamente enamorado de ella. Desesperada por el conocimiento de su fechoría, se niega a descargar su alma con su prometido Sir Dennis Harlenden (Holt) hasta después del arresto de los contrabandistas y el asesinato de Ravenal por enemigos nativos. La fe en el amor finalmente neutraliza el poder de la maldición de la mujer malaya y la muerte de Rachel la elimina de su vida para siempre. Ella se convierte en la feliz novia de Sir Dennis y navega con él a una casa en Inglaterra.

## Reparto
- Ethel Clayton como Rosanne Ozanne
- Jack Holt como Sir Dennis Harlenden
- Fontaine La Rue como Rachel Bangat
- Mabel Van Buren como la Sra. Ozanne
- Fred Malatesta como Syke Ravenal
- Grace Morse como Kitty Drummond
- Dorothy Messenger como Precious Drummond
- James Smith como Hlangeli
- Guy Oliver como Padre de Hlangeli
- Clarence Geldart como Leonard (sin acreditar)